# Клен гостролистий (втрачена)
Ботанічна пам'ятка природи місцевого значення «Клен Гостролистий» (втрачена) була створена рішенням ОВК від 03.12.1983 № 682, від 02.10.1984 № 493 (м. Одеса, сквер ім. Старостіна).
Рішенням Одеської обласної ради від 27 січня 2006 року «Про скасування статусу та виключення зі складу природно-заповідного фонду області ботанічних пам'яток природи місцевого значення на території м. Одеси, що втратили природну цінність» об'єкт було скасовано. Скасування відбулось за рекомендацією працівників ботанічного саду ОНУ В. В. Петрушенка, Л. П. Осадчої та К. В. Чабан по причині всихання більшої частини дерева та його аварійного стану без можливості лікування.